# Ornaathoningeter
De ornaathoningeter (Melidectes torquatus) is een endemische vogel uit de gebergtebossen van Nieuw-Guinea.

## Beschrijving
De ornaathoningeter is 23 cm lang. Het is de enige honingeter die licht van onder is; de keel is zuiver wit en daaronder is een opvallende kaneelkleurige en zwarte band. De naakte huid rond het oog is helder geel.

## Verspreiding en leefgebied
De ornaathoningeter komt voor in het centrale bergland van Nieuw-Guinea, in het heuvelland van de Vogelkop in het noordwesten en op het Huonschiereiland in het noordoosten.
De soort telt vier ondersoorten:
- M. t. torquatus: de Vogelkop en westelijk-centraal Nieuw-Guinea.
- M. t. polyphonus: oostelijk-centraal en noordoostelijk Nieuw-Guinea.
- M. t. cahni: het Huonschiereiland.
- M. t. emilii: zuidoostelijk Nieuw-Guinea.

De ornaathoningeter leeft in bergbossen, langs bosranden, in hoge bomen in tuinen en in de steden in de valleien van het centrale hoogland op een hoogte tussen de 1100 en 1750 m boven de zeespiegel. Ze foerageren op nectar van de bloesems.

## Status
De grootte van de populatie is niet gekwantificeerd maar de soort wordt omschreven als schaars tot plaatselijk vrij algemeen. Op de Rode lijst van de IUCN heeft deze soort de status niet bedreigd.